# Alexander Carlisle
Alexander Carlisle  (1854-1926) was een Brits ingenieur en scheepsbouwkundige. Hij was samen met Thomas Andrews en Edward Wilding de ontwerper van de grote passagiersschepen van de Olympic-klasse waaronder de Titanic.
Door familiebanden was Carlisle betrokken geraakt bij de scheepsbouw in Belfast. Hij was de zwager van de scheepsbouwer William Pirrie, de eerste burggraaf van Pirrie die de directeur was van het scheepsbedrijf Harland and Wolf.
Carlisle was belast met het ontwerp van de waterdichte compartimenten en de andere veiligheidssystemen. Deze hebben op de Titanic goed gefunctioneerd maar het schip was niet bestand tegen een scheur in de buitenwand van zoveel compartimenten.
Na een conflict met zijn zwager over het terugbrengen van het aantal reddingssloepen op de Titanic verliet Alexander Carlisle de werf van Harland and Wolf. Hij heeft na 1912 geen schepen meer ontworpen.